# Hippolyte Jacques Coste
Hippolyte Jacques Coste ( 1858 - 1924 ) fue un religioso, y botánico francés.
Apasionado por la naturaleza y en especial por las plantas, botanizó mucho. Se reunió en 1882, con el canónigo Joseph Revel (1811-1887), en Villefranche-de-Rouergue quien lo convenció para hacer una herbario de Francia. Fue ordenado sacerdote el 20 de diciembre de 1884.

## Algunas publicaciones
- Flore descriptive et illustrée de la France de la Corse et des contrées limitrophes, 1901-1906. Klincksieck, Paris, 3 vols. xxxvi + 416/627/vii + 807. Reeditó en 1937 Librairie des Sciences et des Arts, París, y en 1985 Librairie Scientifique et Technique Albert Blanchard, París, 1990, 2007 en línea Tela Botanica

- Catalogue de plantes: ou, florule du val d'Aran qui croissent spontanément dans le bassin supérieur de la Garonne depuis ses sources jusqu'á son confluent avec al Pique. Ed. Impr. Monnoyer, 1913. 132 pp.

- Hieraciorum praesertim Galliae et Hispaniae catalogus systematicus. Con Casimir Jean Maurice Arvet Touvet. Ed. Lhomme, 1913. 480 pp.

- Software para utilizar la totalidad de la flora en línea Flora Electrónica: acceso directo a familias, géneros y taxones (nombre científico, nombre en latín por Coste y el actual)

## Fuente
- Dayrat, Benoît. 2003. Les Botanistes et la Flore de France, trois siècles de découvertes, Publication scientifiques du Muséum national d’histoire naturelle, 690 pp.

- Bernard, Christian. 2008. Flore des Causses, 2ª ed. Bull. de la Soc. Botanique du Centre-Ouest, N.º especial 31, 784 pp.

## Honores
- Miembro de la Société Botanique de France
- 1927: busto en bronce por el escultor Robert Rouergat Marc (1875-1962), erigida delante de su iglesia en Saint-Paul-des-Fonts

- La abreviatura «H.J.Coste» se emplea para indicar a Hippolyte Jacques Coste como autoridad en la descripción y clasificación científica de los vegetales.[1]